# ملدن (نیویورک)
ملدن (به انگلیسی: Malden) یک منطقهٔ مسکونی در ایالات متحده آمریکا است که در شهرستان اولستر، نیویورک واقع شده‌است. ملدن ۱٫۳ کیلومتر مربع مساحت و ۴۰۵ نفر جمعیت دارد و ۳۰ متر بالاتر از سطح دریا واقع شده‌است.